# Herb Przedcza
Herb Przedcza – jeden z symboli miasta Przedecz i gminy Przedecz w postaci herbu.

## Wygląd i symbolika
Herb przedstawia na białej tarczy dwie wolno stojące wieże barwy czerwonej z czarnymi oknami. Wieża po heraldycznie prawej stronie posiada potrójny zielony spiczasty dach, wieża forteczna stojąca po lewej stronie jest blankowana.

## Historia
Wieże występują na gotyckiej pieczęci miejskiej z XV wieku. Wizerunek herbowy został powtórzony na pieczęci z napisem „+Sigillum+ Civitalis+ Przedecz”, odciśniętej na dokumencie z 1533 roku.